# V343 Андромеды
V343 Андромеды (лат. V343 Andromedae), HD 640 — двойная звезда в созвездии Андромеды на расстоянии приблизительно 1088 световых лет (около 334 парсеков) от Солнца. Видимая звёздная величина звезды — от +7,55m до +7,04m.

## Характеристики
Первый компонент — красный гигант, пульсирующая медленная неправильная переменная звезда (LB) спектрального класса M2, или M5, или M7, или Ma. Масса — около 1,058 солнечной, радиус — около 317,393 солнечных, светимость — около 19834,3 солнечных. Эффективная температура — около 3294 K.
Второй компонент — коричневый карлик. Масса — около 77,09 юпитерианских. Удалён на 1,524 а.е..